# Kreuzgang (Biologie)

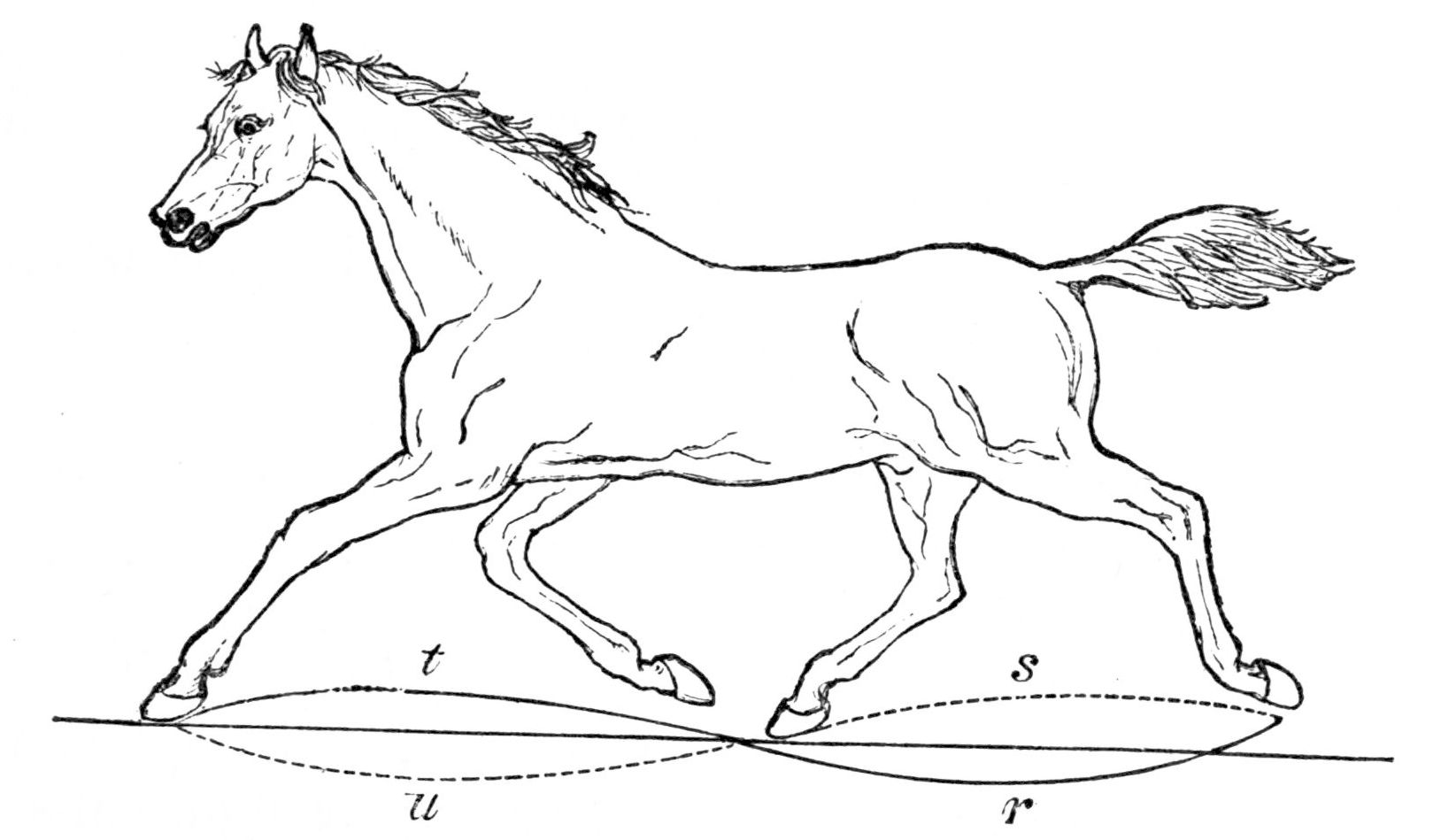
Historische Abbildung eines trabenden Hauspferdes: Linke Hand und rechter Fuß berühren gerade den Boden, rechte Hand und linker Fuß nicht.

Der Kreuzgang ist eine vierbeinige (quadrupede) Form der Fortbewegung der Landwirbeltiere, bei dem die sich am Rumpf schräg gegenüberliegenden Extremitäten, das heißt rechtes Vorderbein und linkes Hinterbein bzw. linkes Vorderbein und rechtes Hinterbein, mehr oder weniger gleichzeitig vom Boden abgehoben und wieder aufgesetzt werden. Bei Landwirbeltieren, bei denen die Beine eher seitlich vom Rumpf abstehen (Spreizgang), wie zum Beispiel bei Echsen (Lacertilia), resultiert dies in einer schlängelnden Gangart. Stehen die Beine hingegen gerade unter dem Rumpf (Stemmgang), wie es typisch für Säugetiere ist, spricht man, vor allem im Zusammenhang mit Pferden, von Trab oder Galopp. Dass sich auch Krokodile in vollem Lauf „galoppierend“ fortbewegen können, weist darauf hin, dass diese eigentlich typisch echsenhaften Tiere von weniger typisch echsenhaften Vorfahren abstammen und damit unter den rezenten Reptilien eine Sonderstellung einnehmen.
Analog zur vierbeinigen Fortbewegung wird es als Kreuzgang bezeichnet, wenn ein Mensch beim Besteigen einer Leiter die linke Hand und den rechten Fuß bzw. die rechte Hand und den linken Fuß gleichzeitig eine Leitersprosse hochsetzt.